# Зимске олимпијске игре 1952.
VI Зимске олимпијске игре су одржане 1952. године у Ослу, у Норвешкој. На тај начин су Зимске олимпијске игре по први пута стигле у Норвешку односно у Скандинавију, колевку модерних зимских спортова.
У програм игара је по први пута укључено скијашко трчање за жене.
У такмичарском програму су се истакли сљедећи појединци и тимови:
- Јунак игара је за домаћине без сумње био њихов сународник Хјалмар Андерсен, који је освојио три златне медаље у брзом клизању, и то на 1500, 5000 и 10000 метара.
- Андреа Меад Ларенс из САД је доминирала алпским скијањем: освојила је злато у слалому и велеслалому.
- Тим Канаде је наставила доминацију у хокеју на леду, победивши пети пута на Зимским олимпијским играма од шест до тада одржаних игара.

## Списак спортова
| - Алпско скијање - Боб - Брзо клизање - Хокеј на леду - Уметничко клизање |  | - Нордијско скијање: - Скијашко трчање - Нордијска комбинација - Скијашки скокови |

Демонстрацијски спорт је био бенди. То је врста хокеја на леду код којег се не игра стандарном плочицом (паком) већ маленом лоптом.

## Биланс медаља
| Медаље земље домаћина |

| Зимске олимпијске игре - Осло 1952. | Зимске олимпијске игре - Осло 1952. | Зимске олимпијске игре - Осло 1952. | Зимске олимпијске игре - Осло 1952. | Зимске олимпијске игре - Осло 1952. | Зимске олимпијске игре - Осло 1952. |
| ----------------------------------- | ----------------------------------- | ----------------------------------- | ----------------------------------- | ----------------------------------- | ----------------------------------- |
| Пласман                             | Држава                              | Злато                               | Сребро                              | Бронза                              | Укупно                              |
| 1                                   | Норвешка                            | 7                                   | 3                                   | 6                                   | 16                                  |
| 2                                   | Сједињене Америчке Државе           | 4                                   | 6                                   | 1                                   | 11                                  |
| 3                                   | Финска                              | 3                                   | 4                                   | 2                                   | 9                                   |
| 4                                   | Уједињени тим Немачке               | 3                                   | 2                                   | 2                                   | 7                                   |
| 5                                   | Аустрија                            | 2                                   | 4                                   | 2                                   | 8                                   |
| 6                                   | Канада                              | 1                                   | 0                                   | 1                                   | 2                                   |
| 6                                   | Италија                             | 1                                   | 0                                   | 1                                   | 2                                   |
| 8                                   | Велика Британија                    | 1                                   | 0                                   | 0                                   | 1                                   |
| 9                                   | Холандија                           | 0                                   | 3                                   | 0                                   | 3                                   |
| 10                                  | Шведска                             | 0                                   | 0                                   | 4                                   | 4                                   |
| 11                                  | Швајцарска                          | 0                                   | 0                                   | 2                                   | 2                                   |
| 12                                  | Француска                           | 0                                   | 0                                   | 1                                   | 1                                   |
| 12                                  | Мађарска                            | 0                                   | 0                                   | 1                                   | 1                                   |
| Укупно (14)                         | Укупно (14)                         | 22                                  | 22                                  | 23                                  | 67                                  |